# Sebastián Obregón
Sebastián Obregón (falecido a 8 de janeiro de 1559) foi um prelado católico romano que serviu como bispo auxiliar de Sevilha (1534–1559).

## Biografia
Obregón foi ordenado sacerdote na Ordem de São Bento. No dia 2 de dezembro de 1534 foi nomeado durante o papado do Papa Paulo III como Bispo Auxiliar de Sevilha e Bispo Titular de Marrocos o Marruecos. Em 1535 foi consagrado bispo por Alonso Manrique de Lara y Solís, arcebispo de Sevilha. Serviu como Bispo Auxiliar de Sevilha até à sua morte no dia 8 de janeiro de 1559.